# Heaven Official’s Blessing
Heaven Official’s Blessing (chinesisch 天官赐福, Tiān Guān Cì Fú) ist eine chinesische Online-Romanreihe von Mo Xiang Tong Xiu aus den Jahren 2017 und 2018. Sie wurde als animierte Fernsehserie sowie als Comic umgesetzt. Die Geschichte erzählt vom Prinzen Xie Lian, der als Beamter des Himmels mit Missionen zur Erde entsandt wird, und dessen Beziehung zum Geisterkönig Hua Cheng.

## Inhalt
Als Kronprinz des Königreichs Xian Le stieg Xie Lian in den Himmel auf, um Göttlichkeit zu erlangen. Doch innerhalb von 800 Jahren wurde er schon zweimal wieder davongejagt, weil er im Himmel Chaos gestiftet hat. Er hat den Ruf eines vom Pech verfolgten Taugenichts, sodass ihn die Meisten am himmlischen Hof meiden. Nach seinem dritten Aufstieg wird er mit himmlischen Beamten in die menschliche Welt gesandt, um Problemen mit Geistern nachzugehen und so seine Schulden zu begleichen. Bei den Untersuchungen der Vorfälle am Berg Yujun, wo ein Geist Bräute entführen soll, begleiten ihn die zerstrittenen Generäle Fu Yao und Nan Feng. Xie Lian zeigt sich den Menschen und ihrem Leid sehr zugetan und fürsorglich. Gemeinsam mit seinen Gehilfen deckt er auf, dass der Geist einer unglücklich verliebten Kriegerin hinter den Vorfällen steckt. Bei seinem Aufenthalt im Blutregenwald auf dem Pass trifft Xie Lian außerdem einen mysteriösen Mann, dem der verfluchte Wald nichts anzuhaben scheint, ja der Xie Lian sogar beschützt. Im Himmel vermutet man, es könne sich um einen der mächtigsten Dämonen handeln, Hua Cheng. Xie Lian aber hatte nicht den Eindruck, dass der Mann gefährlich ist.
Bald kehrt er zurück in die Menschenwelt, um sich einen eigenen kleinen Tempel zu bauen und endlich Anhänger als Gott zu gewinnen. Jedoch kann er den Gläubigen wenig Vorteilen bieten. Da trifft er auf einem Händlerkarren wieder einen jungen Mann, der ihn an die Begegnung im Blutregenwald erinnert. Einen Angriff von Geistern können sie gemeinsam abwehren. Er stellt sich als San Lang vor und die beiden freunden sich an. San Lang hilft in dem kleinen Tempel und wohnt eine Weile hier, während seine Hilfe für den Händler Xie Lian erste Anhänger bringt. Der Prinz testet seinen neuen Freund immer wieder, ob er nicht doch der Dämon sei, aber kein Test gelingt. Dann wird er – wieder mit Fu Yao und Nan Feng – mit einer neuen Aufgabe betraut, bei der ihn nun San Lang begleitet. Am Halbmondpass sollen Karawanen von Geistern gefährdet sein, die aus der Zeit des Halbmondkönigreiches stammen. Dort angekommen, werden die himmlischen Beamten und eine Karawane vom Sandsturm überrascht und von Skorpion-Schlangen angegriffen. Um einen gebissenen Händler heilen zu können, begeben sie sich in die Ruinen des Halbmondkönigreiches. Dort treffen sie auf die Geister, die dort seit Zerstörung der Stadt ihr Unwesen treiben. Schließlich können sie ihren Fluch aufheben und den wahren Übeltäter finden: einer der Kriegsgötter des Himmels. Doch auch ein Mädchen, das Xie Lian in einem seiner früheren Leben gerettet hat, ist darin verwickelt. Er versucht, sie vor der Strafe zu bewahren. Die ebenfalls anwesenden Meister des Windes und der Erde, Shi Qingxuan und Ming Yi, helfen ihm dabei als Zeugen des Geschehens, als die Sache im Himmel vor dem Kaiser verhandelt wird.

## Veröffentlichungen und Adaptionen
Die Romanreihe wurde von Mo Xiang Tong Xiu auf der chinesischen Plattform Jinjiang Literature City veröffentlicht. Sie startete am 16. Juni 2017 und wurde am 25. Februar 2018 abgeschlossen. Von Dezember 2023 bis März 2025 wurde die Reihe von Tokyopop in einer sechsbändigen Ausgabe auf Deutsch herausgegeben. Die Übersetzung stammt von Nina Richter. In Form von acht Sammelbänden erschien die Reihe auf Englisch bei Seven Seas Entertainment. Eine Umsetzung als Comic entstand bei Starember und White Dream Society. Ab Dezember 2021 erschienen fünf Bände. Eine deutsche Übersetzung von Marc Hermann erscheint bei Chinabooks, der erste Band kam im August 2024 heraus. 
Eine Umsetzung als Animationsserie entstand bei Studio Haoliners Animation unter der Regie von Haoling Li. Die Autoren waren Clint Bickham und Youling Chunri  und das Charakterdesign stammt von Sang Mi Lee. Die Musik komponierte Bingyin Yang. Das Vorspannlied der ersten Staffel sang Sid und den Abspann Sora Amamiya. Die zwölf Folgen der ersten Staffel wurden ab dem 30. Oktober 2020 in China gezeigt. Die letzte Folge kam am 14. Februar 2021 heraus. Es folgten Ausstrahlungen in Brasilien und Indonesien sowie Veröffentlichungen über Streaming-Plattformen, unter anderem durch Funimation in den USA und ab 2021 bei Netflix. 2023 folgte eine zweite Staffel mit weiteren zwölf Folgen, die vom 18. Oktober 2023 bis 17. Januar 2024 gezeigt wurden. Die gesamte Serie wurde ab 2023 auch bei Crunchyroll für den deutschen Sprachraum veröffentlicht, davon nur die zweite Staffel mit deutschen Untertiteln.
Eine Umsetzung als Realfilm-Fernsehserie wurde angekündigt und ist in Produktion.

### Synchronisation
| Rolle                | chinesische Stimme                                 |
| -------------------- | -------------------------------------------------- |
| Hua Cheng / San Lang | Zhengyang Ma                                       |
| Xie Lian             | Guangtao Jiang (Staffel 1), Youxi Deng (Staffel 2) |
| Wen Ling             | Ying Huang                                         |
| Nan Feng             | Wen Sen                                            |
| Fu Yao               | Hu Liangwei                                        |
| Shi Qingxuan         | Zhixing Lu                                         |